# 扎科米爾尼亞

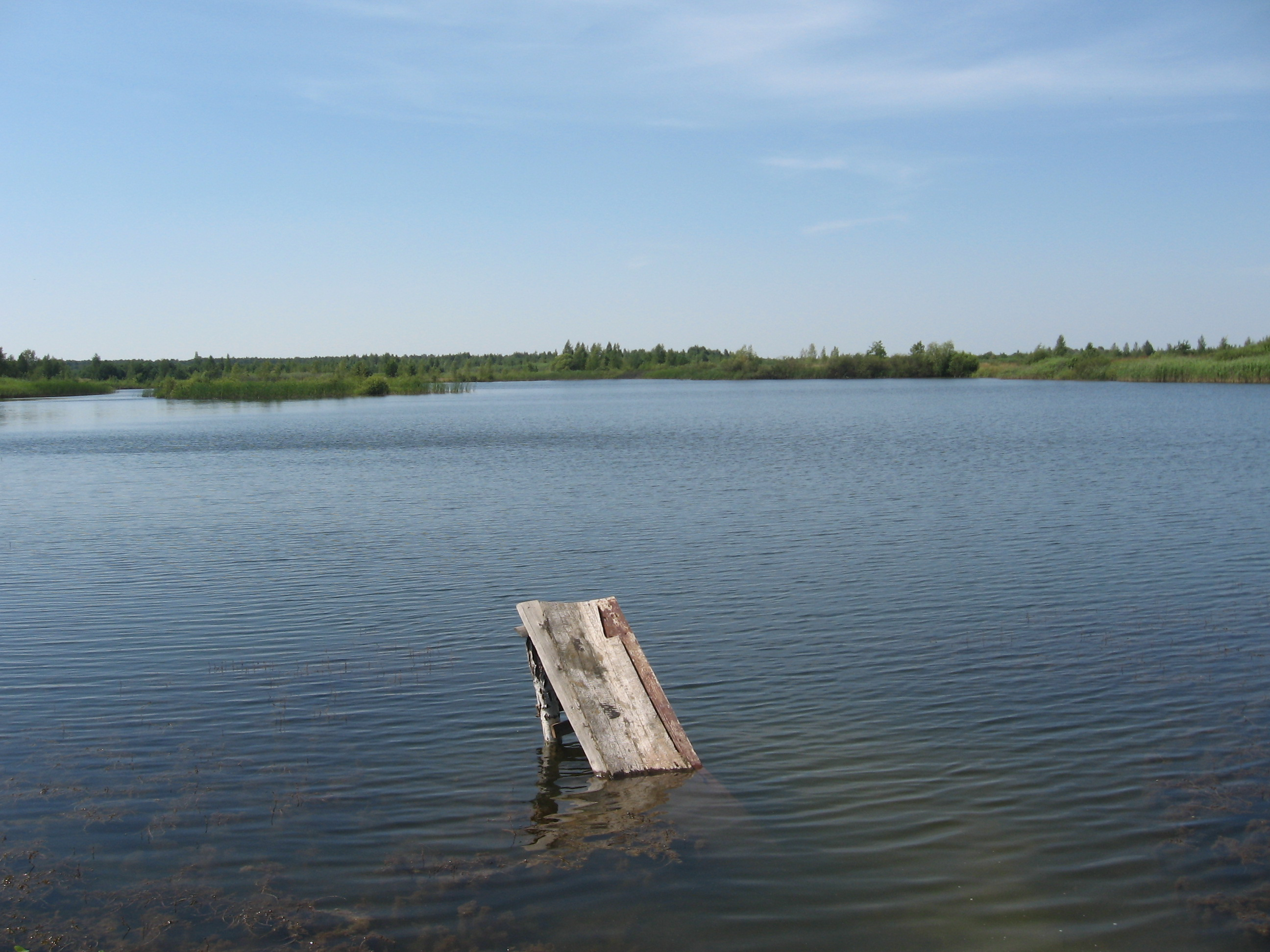

扎科米爾尼亞（烏克蘭語：Закомірня），是烏克蘭北部的村莊，隸屬日托米爾州的日托米爾區。該村面積5.49平方公里，2001年人口46，人口密度每平方公里8.39人。
50°42′24″N 28°28′27″E / 50.70667°N 28.47417°E